# Idiocnemis kimminsi
Idiocnemis kimminsi är en trollsländeart som beskrevs av Maurits Anne Lieftinck 1958. Idiocnemis kimminsi ingår i släktet Idiocnemis och familjen flodflicksländor. Inga underarter finns listade i Catalogue of Life.